# La donna del giorno (film 1936)
La donna del giorno (Libeled Lady) è un film screwball comedy del 1936 di Jack Conway.

## Trama
L'editore Warren Haggerty involontariamente pubblica un articolo scandalo sulla ricca ereditiera Connie Allenbury riguardo ad una sua presunta relazione clandestina. Vista la difficile situazione, Warren per non finire coinvolto nello scandalo preferisce rinviare lo sposalizio con la sua fidanzata Gladys e si rivolge al dipendente Bill Chandler affinché per salvare la situazione faccia finta di essere innamorato di Connie.

## Riprese
Il film è stato girato in California, a Sonora dal luglio al 1º settembre 1936.

## Distribuzione
Il film uscì nelle sale statunitensi il 9 ottobre 1936.

### Date di uscita
IMDb
- USA	9 ottobre 1936
- USA	30 ottobre 1936 (New York City, New York)
- Danimarca	18 febbraio 1937
- Finlandia	29 marzo 1937
- Germania Ovest	15 ottobre 1988 (prima TV)

Alias
- Libeled Lady	USA (titolo originale)
- Lustige Sünder	Austria / Germania
- Casado com Minha Noiva	Brasile
- Gamos me epifylaxeis	Grecia (transliterated ISO-LATIN-1 title)
- Hendes rygte er i fare	Danimarca
- Kahdesti vihitty	Finlandia
- La donna del giorno	Italia
- Los enredos de una dama	Messico
- Situationens herre	Svezia
- Una mujer difamada	Spagna

## Curiosità
- Nel 1942 uscirà il film omonimo (Woman of the Year) di George Stevens che segnerà l'incontro sul set della coppia Spencer Tracy - Katharine Hepburn; la trama differisce pur trattandosi di screwball comedy
- Myrna Loy e William Powell sono la coppia degli anni trenta interprete della saga dei film L'uomo ombra

## Galleria d'immagini

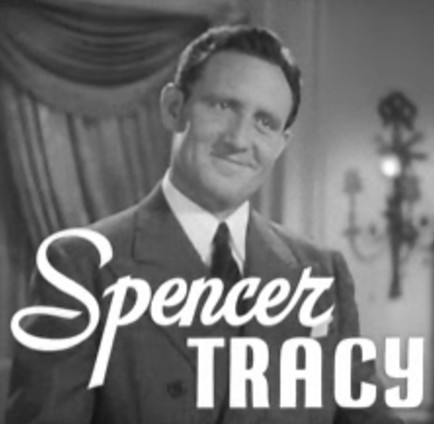
Spencer Tracy nel trailer
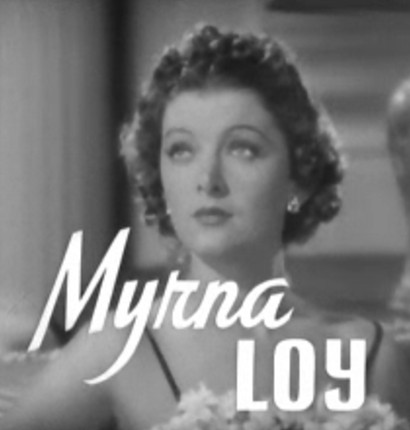
Myrna Loy nel trailer
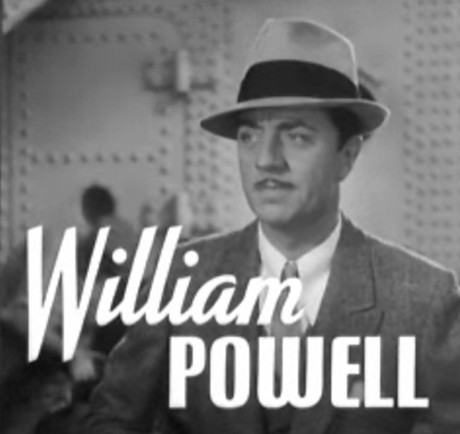
William Powell nel trailer